# Jan Cortenbach
Jan Cortenbach (Someren, 11 februari 1959) is een Nederlandse voormalige snelwandelaar. In de jaren tachtig van de vorige eeuw was hij de beste snelwandelaar van Nederland en won vele Nederlandse titels. Nog altijd is hij Nederlands recordhouder op het onderdeel 50.000 m snelwandelen. Als beste Nederlandse snelwandelaar werd Jan Cortenbach opgevolgd door Harold van Beek.

## Loopbaan
In 1987 nam Cortenbach deel aan de wereldkampioenschappen in Rome, waar hij twintigste werd op de 50 km snelwandelen. Een jaar later miste hij op minder dan anderhalve minuut de limiet voor de Olympische Spelen in Seoel.
Jan Cortenbach kwam uit voor OLAT. Tegenwoordig is hij werkzaam als specialist in veevoeder in China voor een van de grootste Nederlandse veevoederproducenten.

## Nederlandse kampioenschappen
Outdoor
| Onderdeel          | Jaar                         |
| ------------------ | ---------------------------- |
| 20 km snelwandelen | 1982, 1983, 1985, 1987, 1988 |
| 50 km snelwandelen | 1982, 1983, 1985, 1987, 1988 |

Indoor
| Onderdeel           | Jaar             |
| ------------------- | ---------------- |
| 5000 m snelwandelen | 1983, 1985, 1986 |

## Persoonlijke records
Baan
| Onderdeel             | Prestatie         | Datum             | Plaats           |
| --------------------- | ----------------- | ----------------- | ---------------- |
| 10.000 m snelwandelen | 42.31,8           | 21 september 1988 | Weert            |
| uurloop snelwandelen  | 13.764 m          | 13 september 1988 | Esch-sur-Alzette |
| 2 uur snelwandelen    | 25.484 m (ex-NR)  | 30 juli 1988      | Rotterdam        |
| 20.000 m snelwandelen | 1:33.52,6 (ex-NR) | 1983              |                  |
| 30.000 m snelwandelen | 2:23.08,0 (ex-NR) | 30 juli 1988      | Rotterdam        |
| 50.000 m snelwandelen | 4:15.29,5 (NR)    | 9 oktober 1985    | Leiden           |

Weg
| Onderdeel           | Prestatie     | Datum            | Plaats   |
| ------------------- | ------------- | ---------------- | -------- |
| 20 km snelwandelen  | 1:28.31       | 24 augustus 1986 | Consdorf |
| 30 km snelwandelen  | 2:19.00       | 5 juni 1988      | Goirle   |
| 50 km snelwandelen  | 3:58.23       | 5 juni 1988      | Goirle   |
| 100 km snelwandelen | 9:29.06 (NBP) | 1988             | Lugano   |

Indoor
| Onderdeel           | Prestatie | Datum           | Plaats   |
| ------------------- | --------- | --------------- | -------- |
| 5000 m snelwandelen | 21.21,40  | 7 februari 1987 | Den Haag |

## Nederlands records
Outdoor
| Onderdeel             | Prestatie | Datum             | Plaats    |
| --------------------- | --------- | ----------------- | --------- |
| 20.000 m snelwandelen | 1:35.36,9 | 8 augustus 1982   | Amsterdam |
|                       | 1:33.52,6 | 24 juli 1983      | Vught     |
| 30.000 m snelwandelen | 2:31.43,8 | 12 september 1982 | Zaandam   |
|                       | 2:29.49,7 | 31 juli 1985      | Rotterdam |
|                       | 2:29.15,6 | 9 oktober 1985    | Leiden    |
|                       | 2:24.36,7 | 7 juni 1986       | Rotterdam |
|                       | 2:23.08,0 | 30 juli 1988      | Rotterdam |
| 50.000 m snelwandelen | 4:24.15,8 | 24 oktober 1982   | Helmond   |
|                       | 4:15.29,5 | 9 oktober 1985    | Leiden    |
| 2 uur snelwandelen    | 24.649 m  | 31 juli 1985      | Rotterdam |
|                       | 25.484 m  | 30 juli 1988      | Rotterdam |

Indoor
| Onderdeel           | Prestatie | Datum            | Plaats    |
| ------------------- | --------- | ---------------- | --------- |
| 5000 m snelwandelen | 22.42,70  | 20 februari 1983 | Zuidlaren |
|                     | 22.36,5   | 20 januari 1984  | Goes      |

## Palmares

### 5000 m snelwandelen
- 1983:  NK indoor - 22.42,70
- 1985:  NK indoor - 22.59,27
- 1986:  NK indoor - 22.22,21

### 20 km snelwandelen
- 1982:  NK - 1:35.36,9
- 1983:  NK - 1:33.52,6
- 1985:  NK - 1:33.19,55
- 1986:  NK - 1:36.53,38
- 1987:  NK - 1:32.34,11
- 1988:  NK - 1:33.52,08

### 50 km snelwandelen
- 1982:  NK - 4:27.32
- 1985:  NK - 4:15.30
- 1986:  NK - 4:14.54
- 1987: 20e WK - 4:00.10
- 1988:  NK - 3:58.23